# Ян Матоуш
Ян Матоуш  (чеськ. Jan Matouš, 30 травня 1961) — чехословацький  біатлоніст, олімпієць.

## Виступи на Олімпіадах
| Олімпіада    | Дисципліна                | Місце |
| ------------ | ------------------------- | ----- |
| Сараєво 1984 | спринт 10 км              | 9     |
| Сараєво 1984 | індивідуальна гонка 20 км | 10    |
| Сараєво 1984 | естафета 4 х 7,5 км       | 6     |
| Калгарі 1988 | спринт 10 км              | 16    |
| Калгарі 1988 | індивідуальна гонка 20 км | 14    |
| Калгарі 1988 | естафета 4 х 7,5 км       | 11    |

## Зовнішні посилання
- Досьє на sport.references.com [Архівовано 15 грудня 2012 у Wayback Machine.]